# Svenska Ingermanland
Svenska Ingermanland var en svensk besittning åren 1583–1595 samt återigen åren 1617–1721, då området tillföll Ryssland efter freden i Nystad. Nyen var ursprungligen huvudstad, men efter att staden skadats svårt vid ett ryskt angrepp 1656 flyttades det administrativa centret till Narva i Svenska Estland.
År 1595, vid freden i Teusina, tillföll området Ryssland, men vid freden i Stolbova 1617 blev området återigen svenskt. Sveriges intressen var bland annat strategiska, för att kunna använda området som buffertzon mot ryska anfall mot Karelska näset och Finland; dessutom tvingades rysk handel passera svenskt territorium.
Genom freden i Stolbova tillföll området, som tidigare varit ryskt, återigen Sverige tillsammans med Kexholms län. Området bestod av Nevaflodens avrinningsområde, mellan Finska viken, Narvafloden, Peipussjön i sydväst, Ladogasjön i nordöst. Området gränsade till Kexholm och Svenska Karelen vid Systerbäck i nordväst.
Under den svenska tiden var Ingermanland indelad i fyra län som i sin tur var indelade i pogoster:
- Ivangorods län, 1 pogost
- Jama län, 3 pogoster
- Koporje län, 14 pogoster
- Nöteborgs län, 8 pogoster